# قلعة جوق نجف قلي خان
قلعة جوق نجف‌ قلي خان هي قرية في مقاطعة ميانة، إيران. عدد سكان هذه القرية هو 626 في سنة 2006.